# Oncidium wentworthianum
Oncidium wentworthianum  es una especie de orquídea del género Oncidium. Es nativa de México a El Salvador.

## Descripción
Es una orquídea de hábitos epífitas que prefiere el clima fresco.  Tiene pseudobulbo  ovoide-elipsoide, comprimido, de color verde oscuro de color café moteado y basalmente envuelto por vainas fibrosas escariosas,  llevan  2 hojas apicales, linear -liguladas a lanceoladas, subcoriáceas y agudas. Florece en una inflorescencia laxa , ramificada, de 210 cm de largo, con 3 a 15 flores fragantes, grandes y vistosas, las flores se encuentran en racimos en el ápice de las ramas y se producen en la primavera, verano y otoño. 

## Distribución y hábitat
Se encuentra en El Salvador, Guatemala y México, en alturas de 650 a 1500 metros.

## Taxonomía
Oncidium wentworthianum fue descrita por Bateman ex Lindl. y publicado en Edwards's Botanical Register 26: Misc. 82–83. 1840.
Etimología
Ver: Oncidium, Etimología
wentworthianum: epíteto otorgado en honor de Wentworth, un conde inglés entusiasta de las orquídeas en los años 1800.
Sinonimia
- Oncidium hagsaterianum R. Jiménez & Soto Arenas (1993).[2][3][4]